# Gare de Vérone-Porta-Nuova
La gare de Vérone-Porta-Nuova (en italien : stazione di Verona Porta Nuova) est la gare ferroviaire principale de Vérone, capitale de la province de Vérone, dans la région de Vénétie, en Italie. Située au sud du centre-ville, elle est fréquentée par, en moyenne, 25 millions de voyageurs chaque année.

## Situation ferroviaire
La gare se trouve au carrefour des lignes ferroviaires de Milan à Venise, en direction ouest-est, et de la ligne de chemin de fer du Brenner avec la continuation vers Bologne, en direction nord-sud.

## Histoire
Au début des années 2010, la gare, qui compte une desserte quotidienne d'environ 300 trains, voit passer 68 000 voyageurs chaque jour pour 25 millions annuellement.